# Pontiaan van Hattem
Pontiaan van Hattem (16 januari 1641- Bergen op Zoom, september 1706) was predikant in het dorp St. Philipsland van 31 juli 1672 tot 29 mei 1683.
In die tijd ontwikkelde hij, mede beïnvloed door de ideeën van Spinoza, zijn vrijzinnige opvattingen, die hij in zijn Verhandeling of lessen over den Catechismus bekendmaakte.
Zijn volgelingen werden hattemisten genoemd. Ook na zijn dood bleef het hattemisme zijn aanhangers houden, waarvan Jacob Roggeveen de bekendste is. 

## Biografie
Pontiaan van Hattem was de zoon van Diederik van Hattem en Johanna Muyshondt. Pontiaan vertrok op twintigjarige leeftijd als student in de godgeleerdheid naar de Leidsche hoogeschool. Hij bezocht later ook die van Saumur. Na zijn tijd als prediker in St. Philipsland verhuisde hij naar Bergen op Zoom waar hij tot zijn dood in 1706 zijn ideeën bleef propageren.

## Verstoting
In het jaar 1680 verspreidde zich het gerucht dat Pontiaan van Hattem afweek in de leer. De kern van de leer van de hattemisten was dat de mens niet tegen Gods wil kan handelen en bijgevolg ook geen zondig wezen kan zijn. Een implicatie ervan was dat gelovigen niet door gebed iets van God gedaan konden krijgen. Voor de calvinisten was deze leer gelijk aan libertinisme of zelfs atheïsme, en daarom onaanvaardbaar. 
Hij poogde zich in zijn 'Verantwoording aan den Coetus 1683.' te verontschuldigen, doch dit hielp niets. Dit leidde ertoe dat hij in 1683 uit zijn ambt als prediker werd ontzet.

## De leer van Pontiaan van Hattem
De leer van Van Hattem was hoofdzakelijk deze:
Alles is noodzakelijk. De zonde ligt niet in de daden van den mensch, maar in zijne gesteldheid. Daarom wordt hij door de eerste noch kwaad, noch goed, maar is hij voor geene verandering vatbaar. De zonden geven God dus ook geene oorzaak tot misnoegen. Christus heeft, ons van den dood vrijkoopende, ons niet anders doen worden, dan wij reeds waren: maar ons doen weten hoe wij te voren waren. Zijn dood maakt ons bekend, dat wij van God geregtvaardigd zijn, en ten gevolge van die regtvaardiging kan niemand tegen Gods wil handelen. De mensch is derhalve zoo als hij behoort te zijn, en kan zelfs gezegd worden nooit eenige zonden bedreven te hebben. De uitverkorene bedrijft dus geene zonde meer en behoeft zich nergens om te bekommeren dewijl hij voor God geregtvaardigd is. De wil van God wordt niet volbragt door handelen, maar door lijden, en het geloof is niets anders, dan datgene aannemen, hetwelk Christus ons door zijnen dood geopenbaard heeft ...